# 피에타리 잉키넨
피에타리 잉키넨(Pietari Inkinen, 1980년 4월 29일 ~ )은 핀란드의 바이올리니스트, 지휘자이다. 2022년부터 KBS교향악단의 음악감독, 상임지휘자를 맡고 있다.
잉키넨은 1980년 핀란드 코우볼라에서 태어났다. 시벨리우스 아카데미에서 바이올린과 지휘로 학위를 받았으며 쾰른 음악무용대학교(Hochschule für Musik und Tanz Köln, 쾰른 음악원)에서 바이올린을 배웠다.
2008년부터 2015년까지 뉴질랜드 교향악단(New Zealand Symphony Orchestra)의 음악감독을 맡았으며, 2009년부터 일본 필하모니 교향악단의 수석객연지휘자, 2017년부터 2023년까지 수석지휘자를 맡았다.